# Буше, Барбара
Барбара Буше (англ. Barbara Bouchet) — итальянская актриса, известная по фильму «Казино Рояль» 1967 года.

## Биография
Барбара Буше родилась 15 августа 1943 года в городе Райхенберге, Судетская область, Германия — ныне город Либерец, Чехия. Её настоящая фамилия — Гочер (Goutscher).
В 1948 году Барбара эмигрировала с родителями в США. Училась в школе Галилео в Сан-Франциско. Барбара Буше участвовала в региональных конкурсах красоты, танцевала, а после работала моделью. На большом экране актриса дебютировала в 1964 году сразу в нескольких фильмах. В 1967 году исполнила роль Манипенни в фильме «Казино Рояль». В 1970 году Барбара вернулась в Европу и обосновалась в Италии. В 70-е годы актриса стала звездой триллеров-джиалло и эротических комедий.
С середины 80-х годов Буше снималась меньше, увлеклась аэробикой, записала видеокассеты с уроками и открыла сеть фитнес-залов в Италии. Вернулась на кино- и телеэкраны Барбара в 2001 году и стала активно сниматься в телесериалах. В 2002 году исполнила роль миссис Шермехорн в кинодраме Мартина Скорсезе «Банды Нью-Йорка».
С 1974 года до 2006 года Барбара состояла в браке с Луиджи Боргезе. Два сына: Алессандро — известный в Италии шеф-повар и телеведущий — и Массимиллиано — бар-менеджер.

## Избранная фильмография
- Easy (фильм) (Easy - Un viaggio facile facile), 2017 — Делия (Delia)
- Madame & Monsieur (короткометражный), 2015 — Madame
- Cooking Cats, 2015 — Barbara
- Darkside Witches, 2015 — Sibilla
- Come un morto ad Acapulco (короткометражный), 2014 Donna
- La vita dispari, 2009 — Ludovica Levi
- Giallo?, 2009 — Valeria
- Чувство бабочки / Butterfly zone - Il senso della farfalla, 2009 — Signora con i baff
- Ублюдки (Bastardi), 2008 — Кармен Ивара
- Мой муж — сыщик (Ho sposato uno sbirro), сериал, 2007—2010 — Кларисса
- Преступления (Crimini), сериал, 2006—2010 — Лоредана Пресутти
- Капри / Capri, сериал, 2006—2010 — Avv. Maggioni
- La provinciale (ТВ), 2006 — Elvira Coceanu
- Трейлер к римейку Калигулы / Trailer for a Remake of Gore Vidal's Caligula (короткометражный), 2005 — Caesonia
- Право на защиту (Diritto di difesa), сериал, 2004 — мать Жиларди
- Банды Нью-Йорка (Gangs of New York), 2002 — Миссис Шермехорн
- Алое и чёрное, 1983 — Мина Капплер
- Жена в отпуске... любовница в городе / La moglie in vacanza... l'amante in citta, 1980 - жена промышленника Андреа Дамиани /  wife of Andrea
- Суббота, воскресенье и пятница (Sabato, domenica e venerdì), 1979 — Энза
- Глупые попки и горячие трусишки (Spogliamoci Cosi Senza Pudor), 1976 — Иоланта Ганди
- Тайна яхты "Айвенго" (Hook, The | To Agistri) (Греция) 1976 — Иро - главная роль
- Утка под апельсиновым соусом, 1975 — Патти
- Муки невинных (Non si sevizia un paperino), 1972 — Патриция
- Красная королева убивает семь раз, 1972 — Китти Вильденбрук
- Человек с ледяным взглядом (L’uomo dagli occhi di ghiaccio), 1971 — Анна Сакс
- Чёрное Брюхо Тарантула / La Tarantola Dal Ventre Nero / Black Belly of the Tarantula (1971)
- Любовницы Дон Жуана (Le calde notti di Don Giovanni), 1971 — Эсмеральда
- Женатый священник (Il prete sposato), 1970 — Синьора Марчио
- Пылающий удар (Colpo rovente), 1970 — Моника Браун
- Заговор в Сурабайе (Surabaya Conspiracy), 1969 — Ирэн Стоун
- Милая Чарити (Sweet Charity), 1969 — Урсула
- Опасный маршрут (Danger Route), 1967 — Марита
- Казино Рояль (Casino Royale), 1967 — Манипенни
- Тарзан (Tarzan), сериал, 1966—1968 — Анжела Фрейзер
- По методу Харма (In Harm’s Way), 1965 — Лиз Эддингтон
- Человек от Д. Я. Д. И. (The Man from U.N.C.L.E.), сериал, 1964—1968 — Нарциссус Дарлинг
- Жулики (The Rogues), сериал, 1964—1965 — Эльза Идонеску
- Секс и незамужняя девушка (Sex and the Single Girl), 1964 — фотограф